# Czang Kaj-szek
Czang Kaj-szek, również Jiang Jieshi (chiń. 蒋介石, ur. 31 października 1887 w Xikou, zm. 5 kwietnia 1975 w Tajpej) – chiński wojskowy, polityk, działacz republikański i dyktator, teji shangjiang, prezydent w latach 1948–1975, premier w latach (1930–1931, 1935–1938, 1939–1945, 1947), współzałożyciel i lider prawego skrzydła Kuomintangu, po śmierci Sun Jat-sena przejął po nim schedę i sukcesywnie konsolidował władzę nad Chinami. Usiłował rozprawić się z watażkami, wdał się w wyniszczającą wojnę domową z komunistami, po czym stanął na czele odparcia inwazji japońskiej. Po zwycięstwie w II wojnie światowej raz jeszcze zmierzył się z komunistami Mao, lecz został pokonany i w 1949 roku wraz z resztkami sił oraz zwolennikami ewakuował się na Tajwan, gdzie podtrzymał istnienie Republiki Chińskiej i władał nią dożywotnio. W 1978 władzę na Tajwanie przejął jego syn, Chiang Ching-kuo.

## Życiorys

### Wczesny okres
Czang Kaj-szek urodził się w mieście Xikou (około 33 km na południowy wschód od Ningbo, w powiecie Fenghua). Jego rodzicami byli Jiang Zhaocong (蔣肇聰) i Wang Caiyu (王采玉), oboje pochodzący z klasy średniej, z rodzin o tradycjach kupieckich. Ojciec zmarł, gdy Czang miał trzy lata. Jego żoną została Mao Fumei, pochodząca z tej samej wioski. Z małżeństwa tego miał syna Jingguo i córkę Jianhua. Młody Czang dorastał w okresie, kiedy Cesarstwo Chińskie po kolejnych porażkach z zachodnimi mocarstwami oraz z Japonią było w głębokim kryzysie. On zaś postanowił wstąpić na ścieżkę kariery wojskowej. Edukację rozpoczął w Akademii Wojskowej w Baoding w 1906 r. Następnie udał się do Japonii, aby tam kontynuować studia. Duży wpływ na niego wywarł wtedy ruch rewolucyjny, mający na celu obalenie dynastii Qing i ustanowienie Republiki Chińskiej. W tym okresie zaprzyjaźnił się też ze swoim krajanem Chen Qimeiem ze Zhejiangu, który wciągnął go do Ligi Związkowej. W latach od 1909 do 1911 Czang służył w cesarskiej armii Japonii.

### Droga do władzy
Wraz z wybuchem powstania Wuchangu w 1911 r. Czang powrócił do Chin, aby wziąć udział w rewolucji jako oficer artylerii. Dowodził m.in. regimentem piechoty w Szanghaju. Rewolucja powiodła się, a dynastia Qing została obalona. Młody rewolucjonista stał się też wtedy współzałożycielem Kuomintangu. Po przejęciu władzy przez Yuan Shikaia i po fiasku drugiej już z kolei rewolucji, Czang oraz jego towarzysze z partii udali się na wygnanie do Japonii. Nie przeszkadzało to jednak Czangowi w krótkich pobytach w Szanghaju. Tam też doszło do zacieśnienia więzów opozycjonistów z szanghajskim światkiem przestępczym, reprezentowanym przez gang Zielonych oraz jego przywódcę Du Yueshenga. Czang wielokrotnie miał wtedy problemy z prawem (został nawet aresztowany za rozbój). 15 lutego 1912 r. Czang postrzelił śmiertelnie Tao Chengzhanga – przywódcę grupy o nazwie „Odnowa Społeczeństwa”. W 1915 r. dotychczasowy przyjaciel, a teraz rywal w partii, Chen Qimei, został zamordowany przez agentów Yuan Shikaia. Dzięki temu Czang objął po nim przywództwo Chińskiej Partii Rewolucyjnej. Następnie Sun Jat-sen mianował go komendantem Akademii Wojskowej Whampoa.
W 1917 roku Sun Jat-sen przeniósł się ze swoimi zwolennikami do Guangzhou, Czang dołączył do niego w 1918 r. Jednak Sun Jat-sen, pozbawiony broni i pieniędzy, został wkrótce stamtąd wyparty i musiał się schronić w Szanghaju. W tym czasie doszło też do pewnego napięcia w stosunkach pomiędzy Sun Jat-senem a gubernatorem prowincji Guangdong Chen Jiongmingiem, który próbował wdrożyć system federalny na tym terenie, co stało w sprzeczności z dążeniami Kuomintangu do wojskowego zunifikowania Chin. 16 czerwca 1923 roku Chen podjął próbę usunięcia Suna z Guangzhou i ostrzelał jego siedzibę. Czang Kaj-szek popisał się wtedy swoim brawurowym dowodzeniem, bo dzięki wsparciu jego kanonierek udało się uratować Sun Jat-sena. To zyskało Czangowi jego wdzięczność.
Sun odzyskał kontrolę nad Guangzhou na początku 1924 roku, przyjął także pomoc komunistów – wtedy jeszcze ruchu o małym znaczeniu w Chinach. Przedsięwziął także reformę, polegającą na zreorganizowaniu Kuomintangu i ustanowieniu rządu, który miał objąć zwierzchnictwo nad całymi Chinami przy poparciu ramienia zbrojnego tej partii. W tym samym roku Sun wysłał Czang Kaj-szeka na trzy miesiące do Moskwy w celu obserwowania radzieckiego systemu politycznego i wojskowego. Spotkał się m.in. z Lwem Trockim, Grigorijem Zinowiewem, Gieorgijem Cziczerinem, lwem Kamieniewem i innymi liderami bolszewickimi. Wziął też udział w posiedzeniu Komitetu. Czang zostawił tam swojego najstarszego syna Jingguo, który pozostawał tam do 1937 r. Sam wrócił na stanowisko dowódcy Akademii Wojskowej w Whampoa. Odniósł tam znaczące sukcesy w zwalczaniu lokalnych przeciwników Kuomintangu oraz wyszkolił grupę młodych oficerów, którzy cechowali się dużą lojalnością w stosunku do niego. Tam też spotkał młodego Zhou Enlaia – działacza komunistycznego, pracującego dotąd na rzecz Kuomintangu. Czang zaczynał też w tym czasie nabierać coraz większych podejrzeń wobec komunistów, obawiając się, że może im się udać próba przejęcia władzy w partii od wewnątrz.
W 1925 roku zmarł Sun Jat-sen, co wytworzyło pewną polityczną próżnię w partii. Do walki o władzę stanęli reprezentujący prawe skrzydło – Czang Kaj-szek i bliski towarzysz broni Sun Jat-sena, Wang Jingwei, który reprezentował orientację lewicową. Mimo że Czang stał relatywnie nisko w hierarchii stanowisk cywilnych, oraz mimo objęcia przez Wanga stanowiska Przewodniczącego Rządu Narodowego, dzięki zręcznym manewrom zyskał przewagę nad swoim oponentem i ostatecznie go pokonał. Następnie objął stanowisko głównodowodzącego Narodowych Sił Rewolucyjnych. W 1926 roku wyruszył na czele wojskowej ekspedycji północnej, skierowanej przeciwko tzw. militarystom – lokalnym watażkom, którzy na czele swoich prywatnych armii uzurpowali sobie władzę w terenie. Narodowa Armia Rewolucyjna podzieliła się w tym czasie na trzy grupy operacyjne. Na zachodzie Wang Jingwei posuwał się w kierunku Wuhanu, na wschodzie Bai Chongxi dążył do zdobycia Szanghaju, a sam Czang usiłował opanować Nankin. W styczniu 1927 roku podpisał ze Stalinem pakt o nieagresji. Na jego podstawie do Chin skierowani zostali rosyjscy agenci Michaił Borodin oraz Gerhart Eisler (vel Hans Burger), których zadaniem była likwidacja tych członków Komunistycznej Partii Chin, którzy sprzeciwiali się porozumieniu z Czangiem. Sprzymierzony z komunistami i przy pomocy sowieckich agentów Wang Jingwei i lewicowy odłam Kuomintangu (łącznie z Hu Hanminem i Song Qingling) po zdobyciu Wuhanu ogłosili przeniesienie rządu narodowego do tego miasta. Po zdobyciu Nankinu (i przy równoczesnym kontrolowaniu Szanghaju przez Baia) zaczął on swoją kampanię przeciw lewemu odłamowi swojej partii oraz przeciw komunistom. Założył też równolegle swój własny rząd w Nankinie przy poparciu konserwatystów.
12 kwietnia 1927 roku Czang dokonał krwawej rozprawy z komunistami. Odbyło się to przy pomocy Zielonego Gangu. Wang Jingwei chętnie wykorzystał sytuację i pozbył się komunistów z rządu, a następnie ułożył się z Czangiem. Najbardziej krwawo było w Kantonie, po dwóch dniach walk komuniści zostali pokonani. Rozprawa z nimi była jednocześnie zerwaniem kontaktów z Moskwą. Partia została w tym czasie oczyszczona z komunistów, a sowieccy doradcy usunięci. Dzięki tym posunięciom Czang zyskał poparcie (głównie finansowe) biznesowej elity Szanghaju i utrzymywał lojalność kadry oficerskiej z Whampoa, ale równocześnie działania te doprowadziły do wybuchu wojny domowej. Rząd Narodowy Wang Jingweia, mimo że popierany przez masy ludowe, był stosunkowo słaby, jeżeli chodzi o zaplecze wojskowe. To spowodowało, że został on pokonany przez lokalne wojska militarystów, którzy zmusili go do przyłączenia się do Rządu Narodowego Czanga. Ostatecznie także stolica Chin – Pekin poddała się Czangowi w czerwcu 1928 roku. W grudniu mandżurski militarysta Zhang Xueliang przyrzekł wierność rządowi Czanga. Czang starał się wtedy ukazywać siebie jako spadkobiercę Sun Jat-sena. Służyć temu miało też jego małżeństwo z 1 grudnia 1927 z Song Meiling (młodszą siostrą Song Qingling – wdowy po Sun Jat-senie, która odrzuciła wcześniej jego oświadczyny). Aby zadowolić rodziców Song, Czang wziął rozwód ze swoją pierwszą żoną i obiecał przejść na chrześcijaństwo (chrzest przyjął w 1929 roku).

### Początki rządów w Chinach

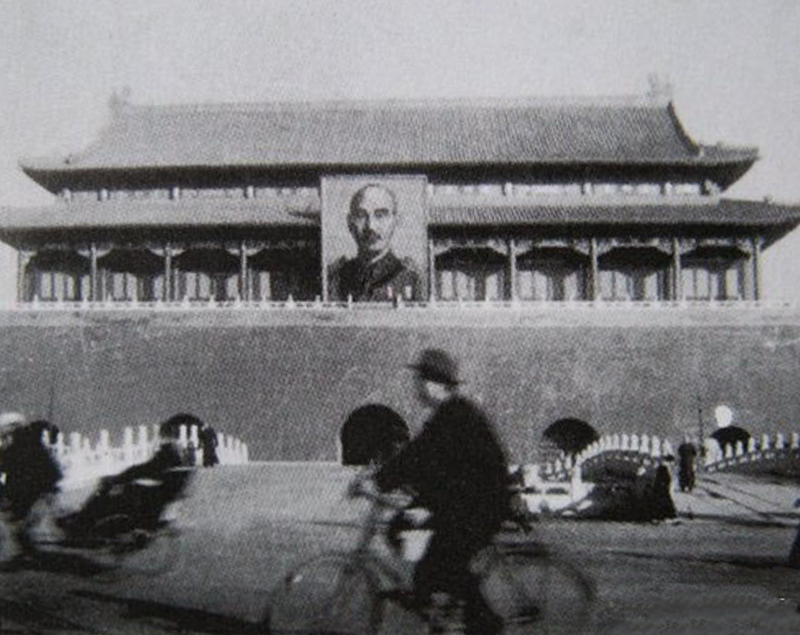
Portret Czanga na placu Tian’anmen

Oficjalnie Kuomintang był teraz partią władzy, jednakże w rzeczywistości duże obszary Chin pozostawały poza jego zasięgiem. W 1928 roku Czang został generalissimusem całych sił zbrojnych i przewodniczącym Rządu Narodowego (sprawował tę funkcję do 1931 roku, a później w latach od 1943 do 1948). Okres od 1928 do 1938 był czasem jednoczenia i umacniania rządu Czanga. Problemy wynikające z koncesji dla państw zachodnich w Chinach były łagodzone na drodze dyplomatycznej. Rząd podejmował działania zmierzające do unowocześnienia systemu prawnego, ustabilizowania cen, spłacenia długów, reformy systemu bankowego, budowy kolei i dróg oraz wielu innych. Mandaryński został uznany za język urzędowy. Poczyniono duże postępy w zakresie edukacji oraz służby zdrowia.
Te osiągnięcia nie były jednak trwałe, co było spowodowane głównie brakiem politycznej stabilizacji kraju. Większość terenów miejskich była pod kontrolą Kuomintangu, natomiast prowincja znajdowała się we władaniu kilku jeszcze niepokonanych militarystów oraz grup komunistów. Czang musiał toczyć z tymi siłami ciągłe walki. W czasie zaburzeń na północy spowodowanych przez Yan Xishana i Feng Yuxianga w 1930 r. doszło niemalże do zupełnego bankructwa rządu, a konflikt pochłonął 250 tysięcy ofiar. Kiedy Hu Hanmin założył w Guangzhou w 1931 roku opozycyjny rząd, Kuomintang był już o krok od utracenia władzy. Te wydarzenia spowodowały, że komuniści mogli ujść wtedy cało z opresji jaką zgotował im Czang i uzyskali cenny spokój. Przegrupowali się w Jiangxi i założyli Chińską Republikę Rad. Antykomunistyczna postawa Czanga zyskała mu poparcie ze strony nazistowskich Niemiec, które wysłały mu na pomoc swoich doradców wojskowych. To sprawiło, że Czang w swojej 5. kampanii przeciwko komunistom w 1934 roku doprowadził do okrążenia czerwonej armii. Akcja zakończyła się niepowodzeniem, bo otoczonym oddziałom udało się wymknąć w słynnym Długim Marszu do Yan’an.

### Inwazja japońska
Wraz z japońską inwazją na Mandżurię w 1931 roku Czang wygłosił swoje hasło, które brzmiało: „najpierw wewnętrzna pacyfikacja, potem zewnętrzny opór”, co oznaczało, że jego armia najpierw zajmie się komunistami, a dopiero potem zwróci się bezpośrednio przeciw Japonii. W grudniu 1936 Czang poleciał do Xi’anu, aby nadzorować ostateczny atak, który miał wreszcie doprowadzić do zniszczenia sił komunistycznych obecnych w Yan’anie. Jednak plany te pokrzyżował głównodowodzący tamtejszymi siłami Kuomintangu Zhang Xueliang. Jako że pochodził z Mandżurii, najpierw postanowił stawić opór Japończykom. Porwał więc Czang Kaj-szeka na dwa tygodnie i zmusił go do utworzenia „Drugiego Zjednoczonego Frontu” razem z komunistami przeciwko Japonii. Czang odmówił jednak publicznego ogłoszenia tego planu, a jego oddziały faktycznie walczyły (z krótkimi przerwami) z komunistami przez okres całej wojny, mimo formalnego sojuszu Kuomintangu z komunistami przeciwko Japończykom.

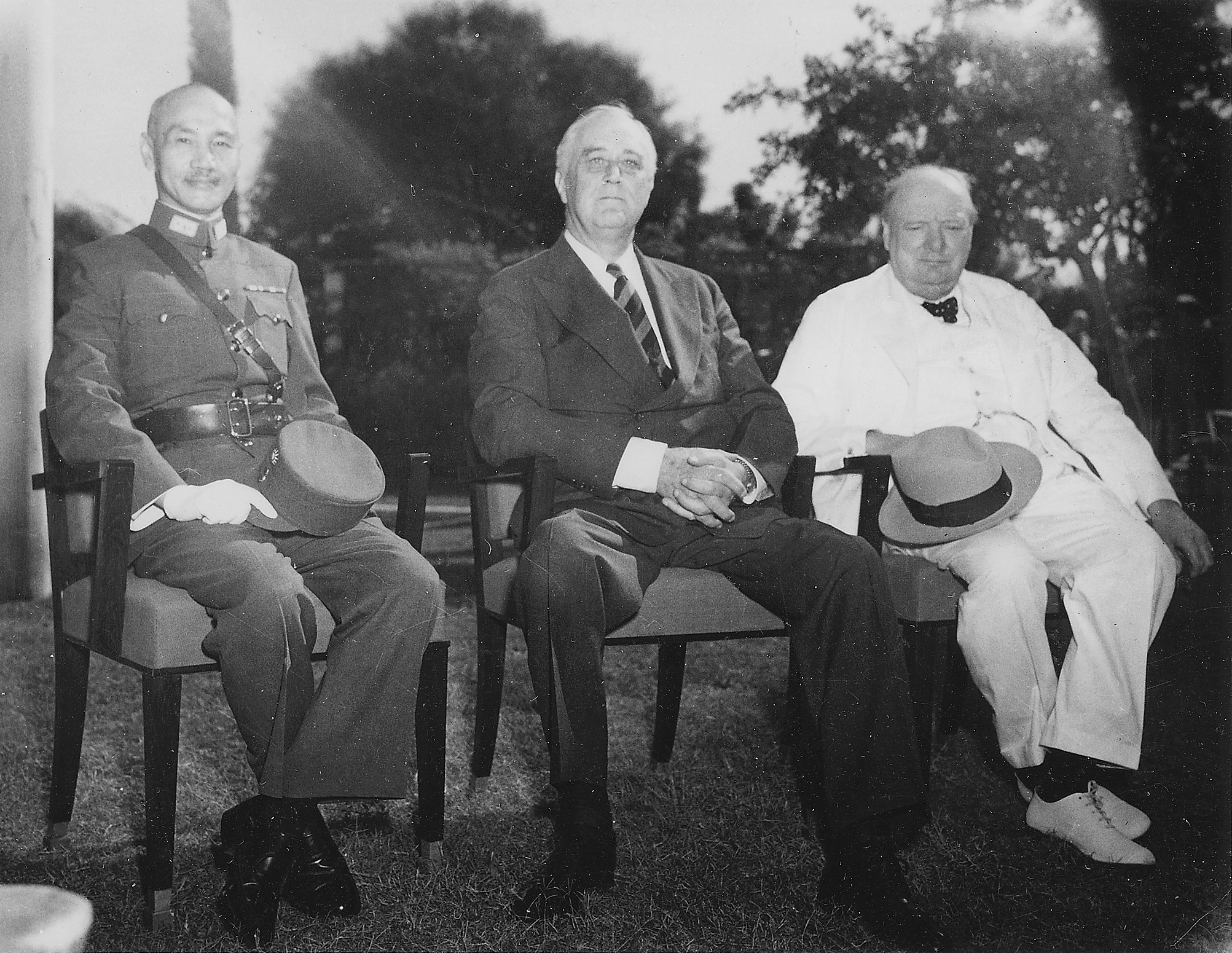
Konferencja kairska w 1943 roku

Prawdziwa wojna z Japonią zaczęła się w sierpniu 1937 roku. Wtedy to bowiem Czang wysłał 500 tysięcy swoich najlepiej wyszkolonych i wyposażonych żołnierzy do obrony Szanghaju. Miało go to drogo kosztować, bo straty chińskie wyniosły około 250 tys. ludzi, a co ważniejsze, utracono polityczne oparcie ze strony kadry oficerskiej z Whampoa. Mimo że Chiny przegrały wojnę w sensie wojskowym, udowodniły, że są w stanie stawić opór najeźdźcom i pokazały Japonii, że złudne były jej nadzieje na opanowanie kraju w 3 miesiące, jak wcześniej liczono. Tak stanowcza obrona Szanghaju była spowodowana głównie tym, że w mieście duże inwestycje poczynili przedsiębiorcy europejscy i amerykańscy, a Czang liczył na pomoc tych państw w walce z najeźdźcą. W grudniu padła stolica Chin Nankin – zmusiło to Czanga do przeniesienia się do wnętrza kraju, a dokładnie do Chongqingu. Pozbawiony bazy ekonomicznej i przemysłowej nie mógł kontratakować, a jedynie bronić dotychczasowego stanu posiadania. Taka strategia doprowadziła jednocześnie do trudnej sytuacji Japończyków, którzy mieli problemy z utrzymaniem wcześniej zdobytego terytorium, głównie ze względu na wydłużenie się linii zaopatrzeniowych. To zmuszało armię okupanta do utrzymywania we wnętrzu kraju bardzo dużej liczby posterunków i nie pozwalało zaangażować tych sił na Pacyfiku. W tym okresie Czang korzystał również z pomocy ZSRR. Stalin, nie wierząc w zwycięstwo komunistów Mao Zedonga, wspierał Kuomintang na wypadek jego zwycięstwa w starciu z Japończykami i komunistami. W latach 1940–1942 doradzał Czangowi radziecki attaché, gen. Wasilij Czujkow.
Wraz z atakiem na Pearl Harbor i utworzeniem pacyficznego teatru działań wojennych Chiny stały się jednym z państw alianckich. W czasie II wojny światowej Czang i jego żona (która pobierała naukę w amerykańskich szkołach) byli podporą dla silnego stronnictwa amerykańskiego, które widziało niezłomnie w tym kraju sojusznika i nadzieję dla chrześcijańskich i demokratycznych Chin. Polityka Czanga odbiegała daleko od wzorca demokracji i chrześcijaństwa, co nie przeszkadzało USA w angażowaniu się po stronie Kuomintangu. W trakcie wojny oporu Czang nieugięcie stawiał opór Cesarstwu Japońskiemu. Wojska Republiki Chińskiej przyjęły największy ciężar walk z Japończykami.Udział komunistów był jedynie incydentalny w postaci ofensywy stu pułków z 1940, która i tak nic nie wniosła do wysiłku wojennego Chin. Nawet w okresie uważanym za czas przestoju w walkach tj. latach pomiędzy operacją wuhańską, a atakiem Japonii na USA wojska rządowe traciły miesięcznie około 50 tys. zabitych i rannych żołnierzy. Każda większa operacja japońska była skierowana przeciwko nacjonalistom. Japońskie bombowce nieustannie bombardowały Chonqing, tymczasem na Yan'an w czasie całej wojny skierowano dwa lekkie naloty. Chiny nie miały także dużej pomocy amerykańskiej. Z programu Lend Lease otrzymały niemal dwukrotnie mniej wsparcia niż Francja.W tym czasie komuniści powiększali swoje siły myśląć o walce z KMT a nie z Japonią.

### Utrata Chin
W czasie wojny Czang i Mao Zedong spotkali się w Chongqingu, aby świętować bliskie zwycięstwo nad Japonią. Ten chwiejny sojusz był już jednak tylko dobrą miną do złej gry, obydwie strony szykowały się już bowiem do zaciekłej walki o władzę. Po zakończeniu wojny Stany Zjednoczone odgrywały rolę mediatora pomiędzy Kuomintangiem a komunistami. Narodowcy i komuniści byli wobec siebie bardzo podejrzliwi: początkowo deklarowali neutralność, która niedługo potem zamieniła się w otwarty konflikt. USA zawiesiły wkrótce wszelką pomoc dla Czanga (stan taki trwał od 1946 do 1948, czyli w okresie, gdy taka pomoc była najbardziej potrzebna). Mimo że na świecie Czang osiągnął silną pozycję, w polityce wewnętrznej jego rząd był bardzo nieefektywny. Prócz tego wielu urzędników było skorumpowanych, a na gospodarkę negatywnie wpływała inflacja. Wojna domowa osłabiła narodowców (Kuomintang) zarówno jeżeli chodzi o zasoby finansowe, jak i o społeczne poparcie. Równocześnie komuniści otrzymywali znaczącą pomoc od Stalina, co przyczyniało się do umacniania partyzantki na większości wiejskich obszarów. Początkowo narodowcy mieli przewagę w uzbrojeniu, jak i w liczebności armii, później jednak komuniści dzięki upadkowi morale przeciwników, jak i ich słabej organizacji, stopniowo zaczęli uzyskiwać przewagę. W międzyczasie w 1947 roku uchwalono nową konstytucję, a Czang został wybrany przez Zgromadzenie Narodowe na prezydenta. Był to okres demokratyzacji życia politycznego, jak i próba ustanowienia rządu, którego istnienie legitymizowałaby konstytucja. Komuniści odrzucili nową konstytucję oraz nowy rząd.
Czang zrezygnował z funkcji prezydenta 21 stycznia 1949 roku, kiedy to Kuomintang odniósł wiele porażek w walkach z oddziałami Mao. Wiceprezydent Li Zongren objął formalnie władzę, jednak w rzeczywistości przy sterze władzy nadal stał Czang, a sam Li został wkrótce zmuszony do emigracji do USA (rzekomo w celach medycznych). Rankiem 10 grudnia 1949 oddziały komunistów podeszły pod Chengdu, ostatnie miasto na kontynencie znajdujące się pod kontrolą narodowców. Czang Kaj-szek i jego syn kierowali z Akademii Wojskowej obroną miasta. Jednakże tego samego dnia byli zmuszeni się ewakuować samolotem na Tajwan. Nigdy więcej nie mieli już okazji znaleźć się w Chinach kontynentalnych.

### Rządy na Tajwanie

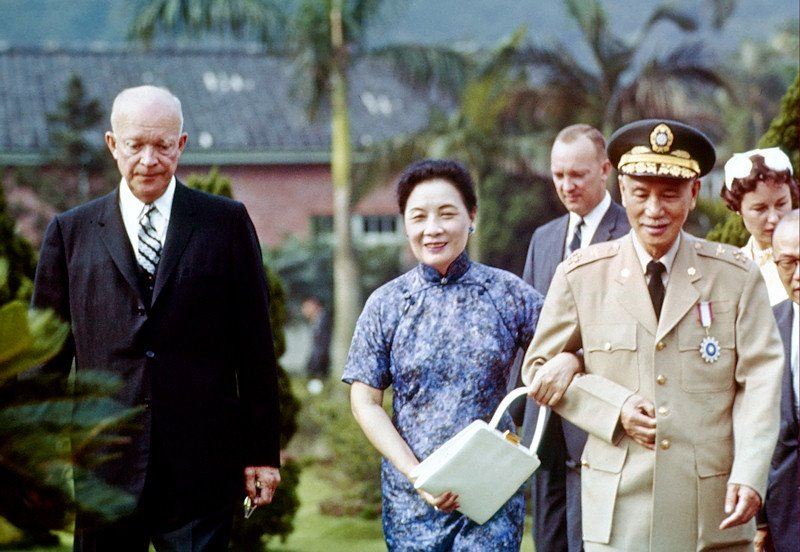
Od lewej w pierwszym rzędzie: Dwight Eisenhower, Song Meiling, Czang Kaj-szek (czerwiec 1960)

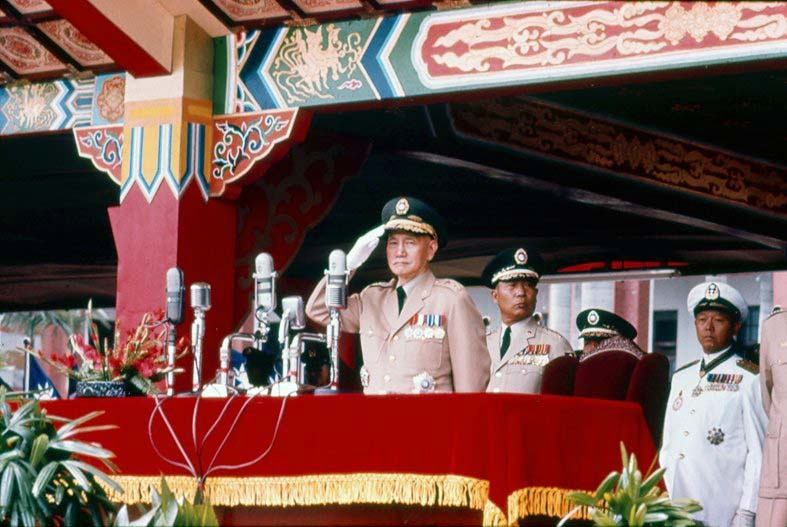
Czang Kaj-szek na defiladzie wojskowej, Tajwan 1966 rok

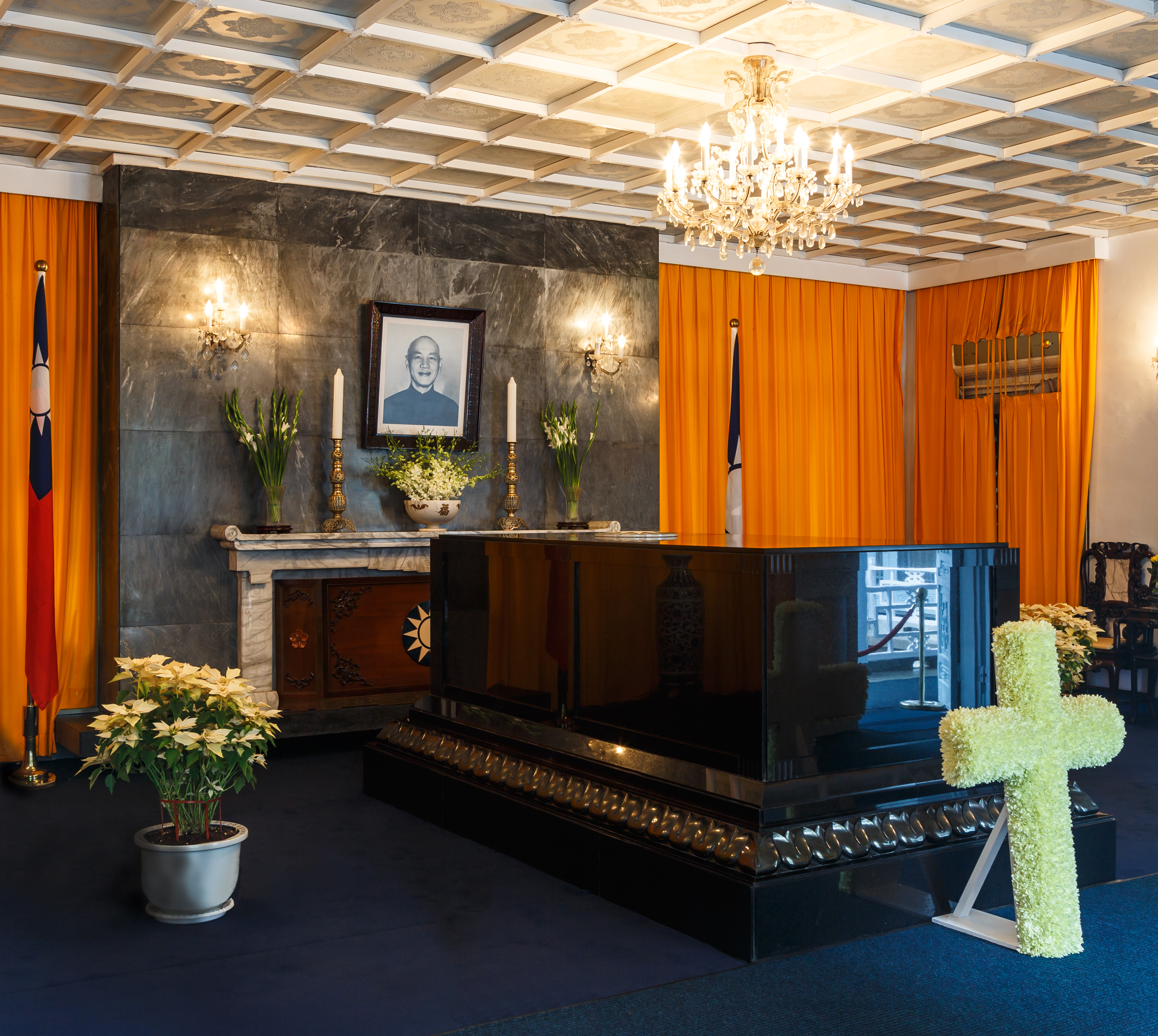
Grobowiec Czang Kaj-szeka

Czang przeniósł teraz siedzibę rządu do Tajpej na Tajwanie, gdzie podjął formalnie obowiązki prezydenta 1 marca 1950 roku. Ponownie na prezydenta został wybrany przez Zgromadzenie Narodowe 22 marca 1954 roku, a później na kolejne kadencje w 1960, 1966 i 1972 roku. Na tym urzędzie w dalszym ciągu deklarował zwierzchnictwo nad całością Chin. Deklaracje te w kontekście zimnej wojny były uznawane przez zarówno ONZ, jak i inne organizacje międzynarodowe, w których Republika Chińska z Tajwanu reprezentowała całe Chiny praktycznie aż do końca lat 70. Pomimo demokratycznej konstytucji, rząd tajwański miał charakter autorytarny. Ponadto rodowici mieszkańcy Tajwanu nie mieli reprezentacji politycznej, którą całkowicie zawłaszczyli sobie Chińczycy przybyli z kontynentu. Sytuacja taka była tłumaczona nadzwyczajnym zagrożeniem ze strony ChRL (obydwa państwa były ciągle w stanie wojny), a opozycja nie była dopuszczana do głosu. Rząd prowadził politykę o zabarwieniu nacjonalistycznym i bezlitośnie tępił lokalną kulturę (jak na przykład poprzez zakaz używania języka tajwańskiego w prasie, mediach czy w szkołach). Więziono także opozycjonistów, którzy zostali uznani za komunistów lub zwolenników niepodległości Tajwanu. Rozluźnienie tej restrykcyjnej polityki miało przypaść dopiero na okres rządów syna Czang Kaj-szeka – Chiang Ching-kuo.
Dzięki temu, że w okręgach wyborczych w Chinach kontynentalnych nie mogły być przeprowadzane wolne wybory, Kuomintang mógł zdominować Zgromadzenie Narodowe i utrzymywać stan posiadania, a Czang Kaj-szek mógł być bez problemów wybierany czterokrotnie na kolejne kadencje. Czang dokonał także czystki w partii, usuwając z niej ludzi poprzednio oskarżanych o korupcję, w tym wielu prominentnych działaczy takich jak Kong Xiangxi i Song Ziwen, którzy musieli się udać na emigrację do USA. Mimo że rząd był niedemokratyczny i kontrolował kluczowe gałęzie przemysłu, dzięki częściowemu liberalizmowi gospodarczemu gospodarka tego wyspiarskiego państwa rozwijała się dosyć pomyślnie, a w szczególności jej część nastawiona na eksport. Dzięki pomocy USA oraz przeprowadzonej reformie rolnej zostały położone podwaliny pod cud gospodarczy tego młodego państwa, które stało się jednym z gospodarczych tygrysów.

## Śmierć
W 1975 roku, 5 kwietnia o godzinie 23.00, 26 lat po ucieczce z Chin, Czang Kaj-szek zmarł w Tajpej w wieku 87 lat. Śmierć spowodowały atak serca oraz zapalenie płuc.

## Pisownia nazwiska
Daleka od brzmienia oryginału polska pisownia nazwiska Czang Kaj-szeka przyjęła się z ang. Chiang Kai-shek, a ta z kolei pochodzi z brzmienia nazwiska 蒋介石 w dialektach południowych. W standardowym chińskim (mandaryńskim) nazwisko i imię Czanga brzmią Jiǎng Jièshíⓘ.

## Człowiek Roku
Wraz z żoną Song Meiling zostali jako pierwsza para ludzi uhonorowani tytułem Człowieka Roku 1937 według magazynu „Time”.